# Utetheisa aldabrensis
Utetheisa aldabrensis är en fjärilsart som beskrevs av Fletch. 1910. Utetheisa aldabrensis ingår i släktet Utetheisa och familjen björnspinnare. Inga underarter finns listade i Catalogue of Life.